# 伍德塞德公園站
伍德塞德公園站（英語：Woodside Park tube station）是倫敦地鐵北線高巴尼特支線的中途站，位於倫敦北部的伍德塞德公園地區。本站位於倫敦軌道運輸第4收費區。以字母次序先後排列的話，本站是倫敦地鐵排名最後的車站。

## 歷史
1862年6月3日，埃奇韋爾、高門及倫敦鐵路公司通過一道私人國會法令正式成立。該公司隨後開始於芬斯伯里公園站至埃奇韋爾間興建鐵路。該公司於1864及1866年先後獲准為鐵路興建高門至馬斯韋爾山支線和芬奇利至高巴尼特支線。該鐵路及其兩條支線建成前，埃奇韋爾、高門及倫敦鐵路公司於1867年8月22日被大北部鐵路公司收購。本站於1872年4月1日啟用，並開始提供來往高巴尼特和芬斯伯里公園的大北部鐵路蒸汽列車服務。當時本站名稱為托靈頓公園。
1923年，四大英國鐵路公司成立後，埃奇韋爾、高門及倫敦鐵路和其支線改屬倫敦及東北鐵路公司。
1935年，倫敦地鐵宣佈了 1935-1940 新工作計劃（New Works Programme）。該計劃的部分目標包括：
- 從倫敦及東北鐵路公司取得埃奇韋爾、高門及倫敦鐵路和其支線的經營權，並將所有路線電氣化、埃奇韋爾支線複線化。
- 從德雷頓公園（Drayton Park）站向北興建地面鐵路至芬斯伯里公園站，以接駁埃奇韋爾、高門及倫敦鐵路和北城市線（時稱大北部及城市鐵路），使倫敦地鐵能開辦沼澤門 — 芬斯伯里公園 — 埃奇韋爾 / 高巴尼特 / 亞歷山德拉宮的列車服務。
- 興建聯絡線連接倫敦地鐵的高門站（後改稱拱門站）和東芬奇利站，並於原倫敦及東北鐵路公司的高門站下方興建新車站（即現高門站），使北線列車服務能夠北延至埃奇韋爾（經磨坊山）或高巴尼特

高門站（後改稱拱門站）和東芬奇利站之間的聯絡線於1939年完成，北線列車於1939年7月3日起服務東芬奇利站，並於1940年4月14日起擴展服務至高巴尼特站。因此本站亦由當日起開始同時提供倫敦地鐵北線的客運服務。來往高巴尼特和芬斯伯里公園站的倫敦及東北鐵路客運列車服務則於1941年3月2日結束。
二戰後，芬斯伯里公園至德雷頓公園站以北的地面聯絡線建造計劃被廢棄，北城市線繼續以芬斯伯里公園站（地下月台）作北端總站。因此北城市線的列車服務未能北延至高巴尼特支線（包括本站）。
1948年，倫敦及東北鐵路公司被國有化。英國鐵路繼續行駛貨運列車至本站的貨場，直至貨場於1962年10月1日關閉。
1992年12月10日下午繁忙時段，臨時愛爾蘭共和軍在本站的停車場引爆一枚炸彈。儘管爆炸沒造成傷亡，所有乘客及附近居民均需撤離。
今日本站的車站建築仍保留維多利亞時代的風格。

## 列車服務
北線列車班次約為3-6分鐘一班。

### 繁忙時間
截至2021年9月, 本站早繁南行班次（每小時）為：
- 4班 往肯寧頓，經查令十字
- 6班 往巴特錫發電站，經查令十字
- 2班 往摩登，經查令十字
- 8班 往摩登，經銀行

這服務班次為本站和芬奇利中央站間提供每小時20班車。

### 非繁忙時間
截至2022年11月, 本站非繁忙時間的南行班次（每小時）為：
- 8班 往巴特錫發電站，經查令十字
- 8班 往摩登，經銀行

### 通宵服務
2016年11月18日起，北線開始逢星期五及六晚提供通宵列車服務，來往摩登和埃奇韋爾 / 高巴尼特站（途經查令十字支線）。北線銀行、磨坊山東及巴特錫支線並不設通宵服務。
2020年3月20日，倫敦地鐵所有通宵服務因2019冠狀病毒病疫情而暫停。北線於2022年7月2日起恢復了原有的通宵列車服務。
本站的南行通宵列車班次（每小時）為:
- 4班 往摩登

## 接駁交通
倫敦巴士383號線服務本站。該線來往芬奇利紀念醫院和奇平巴尼特，並途經本站、新巴尼特站（提供國鐵列車服務）、惠特斯通和高巴尼特站。

## 外部連結
- London Transport Museum Photographic Archive （页面存档备份，存于）
  - Station in 1937 during LNER period prior to London Transport's take over
  - Station in 1944 showing LNER and London Underground signs